# Збірна Чилі з футболу
Збірна Чилі з футболу (ісп. Selección de fútbol de Chile) — національна збірна команда, що представляє Чилі на міжнародних турнірах з футболу. Підпорядковується Федерації футболу Чилі.
Станом на 3 квітня 2025 посідає 52-e місце у рейтингу футбольних збірних світу.

## Чемпіонат світу з футболу
- Третє місце: 1962
- 1/8 фіналу: 1998, 2010, 2014
- Перший раунд: 1930,1950,1966,1974,1982

## Чемпіонат Південної Америки з футболу
- Чемпіон (2): 2015, 2016
- Друге місце: 1955,1956,1979,1987
- Третє місце: 1926,1941,1945,1967,1991

## Поточний склад
Заявка збірної для участі у чемпіонаті світу 2014 року (вік та кількість ігор за збірну станом на початок чемпіонату — 12 червня 2014 року):
| №               | Гравець               | Клуб (у 2014)          | Дата народження   | Вік      | Ігор     | Голів    |          |
| Воротарі        | Воротарі              | Воротарі               | Воротарі          | Воротарі | Воротарі | Воротарі | Воротарі |
| --------------- | --------------------- | ---------------------- | ----------------- | -------- | -------- | -------- | -------- |
| 1               | Клаудіо Браво         | «Реал Сосьєдад»        | 13 квітня 1983    | 31       | 79       |          |          |
| 12              | Крістофер Тосельї     | «Універсідад Католіка» | 22 червня 1988    | 25       | 4        |          |          |
| 23              | Джонні Еррера         | «Універсідад де Чилі»  | 9 травня 1981     | 33       | 7        |          |          |
| Захисники       |                       |                        |                   |          |          |          |          |
| 2               | Еухеніо Мена          | «Сантус»               | 18 липня 1988     | 25       | 24       | 3        |          |
| 3               | Міко Альборнос        | «Мальме»               | 3 листопада 1990  | 23       | 2        | 1        |          |
| 13              | Хосе Рохас            | «Універсідад де Чилі»  | 3 червня 1983     | 31       | 18       | 1        |          |
| 17              | Гарі Медель           | «Кардіфф Сіті»         | 3 серпня 1987     | 26       | 60       | 5        |          |
| 18              | Гонсало Хара          | «Ноттінгем Форест»     | 29 серпня 1985    | 28       | 65       | 3.       |          |
| Півзахисники    |                       |                        |                   |          |          |          |          |
| 4               | Маурісіо Ісла         | «Ювентус»              | 12 червня 1988    | 26       | 46       | 2        |          |
| 5               | Франсіско Сільва      | «Осасуна»              | 11 лютого 1986    | 28       | 11       | 0        |          |
| 6               | Карлос Кармона        | «Аталанта»             | 21 лютого 1987    | 27       | 44       | 1        |          |
| 8               | Артуро Відаль         | «Ювентус»              | 22 травня 1987    | 27       | 53       | 8        |          |
| 10              | Хорхе Вальдівія       | «Палмейрас»            | 19 жовтня 1983    | 30       | 56       | 4        |          |
| 15              | Жан Босежур           | «Віган Атлетік»        | 1 червня 1984     | 30       | 60       | 5        |          |
| 16              | Феліпе Гутьєррес      | «Твенте»               | 8 жовтня 1990     | 23       | 17       | 1        |          |
| 19              | Хосе Педро Фуенсаліда | «Коло-Коло»            | 22 лютого 1985    | 29       | 23       | 1        |          |
| 20              | Чарлес Арангіс        | «Інтернасьйонал»       | 17 квітня 1989    | 25       | 20       | 2        |          |
| 21              | Марсело Діас          | «Базель»               | 30 грудня 1986    | 27       | 20       | 1        |          |
| Нападники       |                       |                        |                   |          |          |          |          |
| 7               | Алексіс Санчес        | «Арсенал Лондон»       | 19 грудня 1988    | 25       | 66       | 22       |          |
| 9               | Маурісіо Пінілья      | «Кальярі»              | 4 лютого 1984     | 30       | 25       | 4        |          |
| 11              | Едуардо Варгас        | «Валенсія»             | 20 листопада 1989 | 24       | 29       | 13       |          |
| 14              | Фабіан Орельяна       | Сельта Віго            | 27 січня 1986     | 28       | 25       | 2        |          |
| 22              | Естебан Паредес       | «Коло-Коло»            | 1 серпня 1980     | 34       | 34       | 10       |          |
| Головний тренер |                       |                        |                   |          |          |          |          |
| Аргентина       | Хорхе Сампаолі        |                        | 13 березня 1960   | 54       |          |          |          |
|                 |                       |                        |                   |          |          |          |          |

Докладніше...

## Форма
|           |
| 1910–1941 |

|           |
| 1941–1947 |

|      |
| 1947 |

|                      |
| Чемпіонат світу 1974 |

|                      |
| Чемпіонат світу 1982 |

|                    |
| Кубок Америки 1993 |

|                      |
| Чемпіонат світу 1998 |

|           |
| 2003–2006 |

|           |
| 2007–2009 |